# Distrito de Thal
Thal é um distrito da Suíça, localizado no cantão de Soleura. Tem 139,33 km² de área e sua população em 2019 foi estimada em 14.785 habitantes. Sua sede é a comuna de Balsthal.

## Comunas
Thal está composto por um total de 9 comunas:
- Aedermannsdorf
- Balsthal
- Herbetswil
- Holderbank
- Laupersdorf
- Matzendorf
- Mümliswil-Ramiswil
- Welschenrohr-Gänsbrunnen